# Korssting
 Korssting  er en populær form for broderi. Trådene krydser hinanden. Andre teknikker er petitpoint, 
grospoint, hardangersyning, hedebosyning og hulsøm. Korssting er et broderisting i gruppen af krydssting, der rummer mange forskellige sting som for eksempel flettesting og heksesting. Krydssting kan kun sys i hånden og regnes derfor som eksklusive. Korssting er et meget udbredt sting, der sys i alle egne af verden. I Danmark har korssting en lang historie og er formentlig det mest syede broderisting i dag